# Боррани, Одоардо
Одоардо Боррани (итал. Odoardo Borrani; 22 августа 1833 — 14 сентября 1905) — итальянский художник, связанный с группой Маккьяоли.

## Биография
Он родился в Пизе. Семья Боррани переехала во Флоренцию, где Одоардо поступил в Академию изящных искусств в 1853 году. Там он учился у Гаэтано Бьянки, Джузеппе Безцуоли и Энрико Полластрини. Однако он стал независимым от академических стилей.
Его первая картина, написанная во время учёбы в академии, называлась «Un veglione di maschere alla Pergola». В 1859 году он написал картину «Лоренцо Великолепный спасается от убийства в ризнице собора», эпизод заговора Пацци.
Для этой картины. Боррани был награждён Золотой медалью на конкурсе Флорентийской академии. В том же году он вступил в армию и, вернувшись, нарисовал Cadaver of Jacopo de' Pazzi и Michelangelo Directs the Fortification of Florence.
Именно со своими новыми друзьями Телемако Синьорини и Винченцо Кабьянкой он занялся живописью с натуры и вступил в контакт с группой Маккьяоли, собравшейся вокруг кафе Микеланджело. Он служил добровольцем во Австро-итало-французская война в 1859 году. В 1862 году вместе с Джузеппе Аббати, Сильвестро Легой, Рафаэлло Сернези и Синьорини он отправился работать в сельскую местность за пределами Флоренции, недалеко от Пьяджентины, в результате чего эти художники стали известны как школа Пьяджентины. Также в 1862 году он впервые провел лето в Кастильончелло в качестве гостя критика Диего Мартелли.
В 1875 году он и Лега основали галерею для продвижения молодых художников, но вскоре она обанкротилась. В последние годы он выставлялся реже и зарабатывал на жизнь преподаванием, керамическим декоратором и художником-графиком для L’Illustrazione Italiana. Он умер от перитонита во Флоренции 14 сентября 1905 года.